# Sommer-Paralympics 2024/Judo
Bei den Sommer-Paralympics 2024 in Paris wurden in insgesamt 16 Wettbewerben im Judo Medaillen vergeben. Die Entscheidungen fielen zwischen dem 5. und dem 7. September 2024 in der Champ-de-Mars Arena.

## Klassen
Beim Judo wird in J1 (blind) und J2 (sehbehindert) unterschieden.

## Gewichtsklassen
| Männer | Frauen |
| ------ | ------ |
| −60 kg | −48 kg |
| −73 kg | –57 kg |
| −90 kg | −70 kg |
| +90 kg | +70 kg |

## Ergebnisse

### Medaillengewinner

#### Männer
| Disziplin                         | Gold                   | Silber           | Bronze                     |
| --------------------------------- | ---------------------- | ---------------- | -------------------------- |
| Superleichtgewicht (bis 60 kg) J1 | A. Bouamer             | M. Banitaba      | M. Blanco K. Parmar        |
| Superleichtgewicht (bis 60 kg) J2 | S. Namozov             | Z. Zurabiani     | I. Ould Kouider D. Khorava |
| Leichtgewicht (bis 73 kg) J1      | F.-A. Bologa           | Y. Shamey        | L. Sass D. Iafa            |
| Leichtgewicht (bis 73 kg) J2      | Y. Seto                | G. Kaldani       | O. Bareikis U. Kuranbaev   |
| Mittelgewicht (bis 90 kg) J1      | A. Cavalcante da Silva | D. Powell        | C. Jonard O. Crețul        |
| Mittelgewicht (bis 90 kg) J2      | O. Nazarenko           | H. Latchoumanaya | D. Karomatov M. Casanova   |
| Schwergewicht (über 90 kg) J1     | W. Silva de Araújo     | I. Basoc         | J. Grandry İ. Zəkiyev      |
| Schwergewicht (über 90 kg) J2     | İ. Bölükbaşı           | R. Chikoidze     | Z. Shukurbekov C. Skelley  |

#### Frauen
| Disziplin                         | Gold                 | Silber                 | Bronze                              |
| --------------------------------- | -------------------- | ---------------------- | ----------------------------------- |
| Superleichtgewicht (bis 48 kg) J1 | N. Nikolaychyk       | S. Hangai              | R. Silva de Andrade E. Taşın        |
| Superleichtgewicht (bis 48 kg) J2 | A. Nauatbek          | S. Martinet            | Li L. C. Eke                        |
| Leichtgewicht (bis 57 kg) J1      | Shi Y.               | M. Mutia               | A. Havrysiuk P. Gómez               |
| Leichtgewicht (bis 57 kg) J2      | J. Hirose            | K. Khodjaeva           | M. Arce Payno D. Fedossova          |
| Mittelgewicht (bis 70 kg) J1      | Lui L.               | B. Souza de Freitas    | T. Paschalidou N. Pernheim Goodrich |
| Mittelgewicht (bis 70 kg) J2      | A. Martins Maldonado | Wang Y.                | I. Kaldani K. Ogawa                 |
| Schwergewicht (über 70 kg) J1     | A. Harnyk            | E. Zoaga               | N. Akın C. Garcia                   |
| Schwergewicht (über 70 kg) J2     | R. de Souza          | S. Hernández Estupiñán | Wang H. Z. Raifova                  |

## Medaillenspiegel
| Medaillenspiegel Judo | Medaillenspiegel Judo | Medaillenspiegel Judo           | Medaillenspiegel Judo     | Medaillenspiegel Judo     | Medaillenspiegel Judo |
| Platz                 | Land                  | Goldmedaille – Paralympiasieger | Silbermedaille – 2. Platz | Bronzemedaille – 3. Platz | Gesamt                |
| --------------------- | --------------------- | ------------------------------- | ------------------------- | ------------------------- | --------------------- |
| 1                     | Brasilien             | 4                               | 2                         | 2                         | 8                     |
| 2                     | Ukraine               | 3                               | –                         | 2                         | 5                     |
| 3                     | China                 | 2                               | 1                         | 2                         | 5                     |
| 4                     | Japan                 | 2                               | 1                         | 1                         | 4                     |
| 5                     | Kasachstan            | 1                               | 1                         | 3                         | 5                     |
| 6                     | Usbekistan            | 1                               | 1                         | 2                         | 4                     |
| 7                     | Türkei                | 1                               | –                         | 3                         | 4                     |
| 8                     | Algerien              | 1                               | –                         | 1                         | 2                     |
| 9                     | Rumänien              | 1                               | –                         | –                         | 1                     |
| 10                    | Georgien              | –                               | 3                         | 1                         | 4                     |
| 11                    | Frankreich            | –                               | 2                         | 2                         | 4                     |
| 12                    | Großbritannien        | –                               | 1                         | 1                         | 2                     |
| 12                    | Moldau                | –                               | 1                         | 1                         | 2                     |
| 12                    | Vereinigte Staaten    | –                               | 1                         | 1                         | 2                     |
| 15                    | Kuba                  | –                               | 1                         | –                         | 1                     |
| 15                    | Iran                  | –                               | 1                         | –                         | 1                     |
| 17                    | Argentinien           | –                               | –                         | 1                         | 1                     |
| 17                    | Aserbaidschan         | –                               | –                         | 1                         | 1                     |
| 17                    | Spanien               | –                               | –                         | 1                         | 1                     |
| 17                    | Deutschland           | –                               | –                         | 1                         | 1                     |
| 17                    | Griechenland          | –                               | –                         | 1                         | 1                     |
| 17                    | Indien                | –                               | –                         | 1                         | 1                     |
| 17                    | Litauen               | –                               | –                         | 1                         | 1                     |
| 17                    | Portugal              | –                               | –                         | 1                         | 1                     |
| 17                    | Schweden              | –                               | –                         | 1                         | 1                     |
| 17                    | Venezuela             | –                               | –                         | 1                         | 1                     |